# Margonin
Margonin este un oraș în Voievodatul Polonia Mare din Polonia.